# Колман, Оливия
Сара Кэ́ролайн Си́нклер (англ. Sarah Caroline Sinclair; в девичестве — Колман (англ. Colman)), профессионально известная как Оли́вия Ко́лман (англ. Olivia Colman; род. 30 января 1974) — английская актриса. Лауреат премий «Оскар» и «Эмми», четырёх премий BAFTA, трёх премий «Золотой глобус» и кубка Вольпи Венецианского международного фестиваля.

## Карьера
В январе 2011 года Оливия Колман получила на кинофестивале «Сандэнс» специальный приз жюри за роль в фильме «Тираннозавр». За эту же роль она получила премию британского независимого кино, кинопремию «Империя», премию «Спутник» и множество других наград.
В 2013 году получила сразу две премии BAFTA TV: за лучшую женскую роль в комедийном сериале «Двадцать двенадцать» и как лучшая актриса второго плана за роль в сериале «Обвиняемые».
Наибольшую известность получила после исполнения в 2013 году роли Элли Миллер в сериале «Убийство на пляже». За эту роль в 2014 году получила ещё одну премию BAFTA TV как лучшая актриса — за роль в телесериале.
В 2017 году получила «Золотой глобус» как лучшая актриса второго плана за роль в сериале «Ночной администратор». За эту роль также была номинирована на премию «Эмми» за лучшую женскую роль второго плана в мини-сериале или фильме.
В середине 2018 года стало известно, что Колман заменит Клэр Фой в сериале «Корона», в котором исполнит роль королевы Елизаветы II. Также в 2018 году исполнила роль королевы Анны в фильме Йоргоса Лантимоса «Фаворитка». За эту роль она получила премию «Оскар» в категории «Лучшая актриса», а также премию «Золотой глобус» за лучшую женскую роль — комедия или мюзикл и стала обладательницей кубка Вольпи за лучшую женскую роль на Венецианском кинофестивале.
В 2019—2020 годах Колман исполняла роль королевы Елизаветы II в третьем и четвёртом сезоне телесериала «Корона» от Netflix. Это принесло ей третью награду «Золотой глобус», две награды Премии Гильдии киноактёров США и первую статуэтку «Эмми» (в категории «Лучшая женская роль в драматическом телесериале»).
В 2020 году на экраны вышел драматический фильм Флориана Зеллера «Отец», в котором Колман сыграла вместе с Энтони Хопкинсом. За эту роль она была номинирована на «Оскар», «Золотой глобус», «Выбор критиков» и Премию Гильдии киноактёров США в категории «Лучшая женская роль второго плана».
В 2021 году на Netflix состоялась премьера режиссёрского дебюта Мэгги Джилленхол «Незнакомая дочь», в котором Колман исполнила главную роль. За эту роль она вновь была номинирована на «Оскар», «Золотой глобус», «Выбор критиков» и Премию Гильдии киноактёров США.

## Личная жизнь
С 2001 года Колман замужем за юристом и писателем Эдом Синклером, которого встретила в 1990-х годах. У них есть трое детей — сыновья Финн (род. 2005) и Холл (род. 2007), и дочь (род. 2015).

## Фильмография
| Год       |     | Русское название                    | Оригинальное название          | Роль                                                |
| --------- | --- | ----------------------------------- | ------------------------------ | --------------------------------------------------- |
| 2001      | с   |                                     | People Like Us                 | эпизодическая роль                                  |
| 2002      | с   | Офис                                | The Office                     | Хелена                                              |
| 2002      | с   |                                     | Rescue Me                      | Пола                                                |
| 2004      | мф  | Теркель в беде                      | Terkel in Trouble              | дубляж мамы Теркеля в британской версии мультфильма |
| 2004—2006 | с   | Зелёное крыло                       | Green Wing                     | Хэрриет Шуленбург                                   |
| 2004      | с   | Книжный магазин Блэка               | Black Books                    | Таня                                                |
| 2005      | с   | Абсурдное природоведение            | Look Around You                | Пэм                                                 |
| 2006      | ф   | Конфетти                            | Confetti                       | Джоанна                                             |
| 2006—2008 | с   | Так выглядят Митчелл и Уэбб         | That Mitchell and Webb Look    | разные персонажи                                    |
| 2007      | ф   | Типа крутые легавые                 | Hot Fuzz                       | констебль Дорис Татчер                              |
| 2007      | кор |                                     | Dog Altogether                 | Анита                                               |
| 2007      | ф   |                                     | Grow Your Own                  | Элис                                                |
| 2007      | с   |                                     | The Time of Your Life          | Аманда                                              |
| 2008—2009 | с   |                                     | Beautiful People               | Дебби Дунан                                         |
| 2008      | тф  |                                     | Hancock & Joan                 | Мэрион                                              |
| 2008      | тф  |                                     | Consuming Passion              |                                                     |
| 2008      | с   |                                     | Love Soup                      | Пенни                                               |
| 2009      | с   | Мистер Одиннадцать                  | Mister Eleven                  | Бет                                                 |
| 2009      | ф   |                                     | Le Donk & Scor-zay-zee         | Оливия                                              |
| 2009      | с   | Пип-шоу                             | Peep Show                      | Софи Чепмен                                         |
| 2009      | с   | Молокососы                          | Skins                          | Джина Кэмпбелл                                      |
| 2010      | мф  | Ариэтти из страны лилипутов         | Karigurashi no Arietti         | дубляж Хомили в английской версии мультфильма       |
| 2010      | с   | Доктор Кто                          | Doctor Who                     | мать (в серии «Одиннадцатый час»)                   |
| 2010—2011 | с   | Преподобный                         | Rev.                           | Алекс Смоллбоун                                     |
| 2011      | ф   | Железная леди                       | The Iron Lady                  | Кэрол Тэтчер                                        |
| 2011      | ф   | Тираннозавр                         | Tyrannosaur                    | Ханна                                               |
| 2011      | с   | Изгнание                            | Exile                          | Нэнси Ронстадт                                      |
| 2012      | ф   | Гайд-Парк на Гудзоне                | Hyde Park on Hudson            | королева Елизавета                                  |
| 2011—2012 | с   | Двадцать двенадцать                 | Twenty Twelve                  | Салли Оуэн                                          |
| 2012      | с   | Обвиняемые                          | Accused                        | Сью Брон                                            |
| 2013      | ф   | Даю год                             | I Give It a Year               |                                                     |
| 2013—2017 | с   | Убийство на пляже                   | Broadchurch                    | детектив-сержант Элли Миллер                        |
| 2013      | ф   | Лок                                 | Locke                          | Бетан                                               |
| 2013      | кор | (Почти) Пять Докторов: Перезагрузка | The Five(ish) Doctors Reboot   | в роли себя                                         |
| 2013      | тф  | Тринадцатая сказка                  | The Thirteenth Tale            | Маргарет Ли                                         |
| 2014      | ф   | Танцуй отсюда!                      | Cuban Fury                     | Сэм                                                 |
| 2014      | тф  | 7.39                                | The 7.39                       | Мегги Мэтьюс                                        |
| 2014      | с   | Мистер Слоан                        | Mr. Sloane                     | Джанет Слоан                                        |
| 2015      | ф   | Лобстер                             | The Lobster                    | менеджер отеля                                      |
| 2016      | мтф | Ночной администратор                | The Night Manager              | Анджела Бёрр                                        |
| 2016—2019 | с   | Дрянь                               | Fleabag                        | крёстная                                            |
| 2017      | мс  | Обитатели холмов                    | Watership Down                 | Земляничка                                          |
| 2017      | ф   | Убийство в «Восточном экспрессе»    | Murder on the Orient Express   | Хильдегарда Шмидт                                   |
| 2018      | ф   | Фаворитка                           | The Favourite                  | Королева Анна                                       |
| 2018      | с   | Отверженные                         | Les Misérables                 | мадам Тенардье                                      |
| 2019—2021 | с   | Корона                              | The Crown                      | королева Елизавета II                               |
| 2020      | ф   | Отец                                | The Father                     | Энн                                                 |
| 2021      | мф  | Митчеллы против машин               | The Mitchells vs. the Machines | Пал                                                 |
| 2021      | ф   | Незнакомая дочь                     | Lost Daughter                  | Леда Карузо                                         |
| 2021      | ф   | Материнское воскресенье             | Mothering Sunday               | Миссис Нивен                                        |
| 2021      | мф  | Неисправимый Рон                    | Ron's Gone Wrong               | Донка Пудовски                                      |
| 2021      | с   | Садоводы                            | Landscapers                    | Сьюзан Эдвардс                                      |
| 2022—2023 | с   | Трепет сердца                       | Heartstopper                   | Сара Нельсон                                        |
| 2022      | ф   | Империя света                       | Empire of Light                | Хилари Смол                                         |
| 2022      | с   | Постановка                          | Staged                         | в роли себя                                         |
| 2022      | мф  | Кот в сапогах: Последнее желание    | Puss in Boots: The Last Wish   | Мама-медведица                                      |
| 2023      | с   | Большие надежды                     | Great Expectations             | мисс Хэвишам                                        |
| 2023      | с   | Секретное вторжение                 | Secret Invasion                | Соня Фолсуорт                                       |
| 2023      | ф   | Злобные маленькие письма            | Wicked Little Letters          | Эдит Свон                                           |
| 2023      | ф   | Вилли Вонка                         | Wonka                          | миссис Стиркит                                      |
| 2023—2024 | с   | Медведь                             | The Bear                       | шеф-повар Терри                                     |
| 2024      | ф   | Приключения Паддингтона 3           | Paddington in Peru             | мать-настоятельница Кларисса Кэбот                  |
| 2025      | ф   | Война супругов Роуз                 | The Roses                      | Айви                                                |
| 2025      | с   | Гордость и предубеждение            | Pride and Prejudice            | миссис Беннет                                       |

## Награды и номинации
| Премия                         | Год  | Фильм / Сериал       | Категория                                                                      | Результат |
| ------------------------------ | ---- | -------------------- | ------------------------------------------------------------------------------ | --------- |
| Оскар                          | 2019 | Фаворитка            | Лучшая женская роль                                                            | Победа    |
| Оскар                          | 2021 | Отец                 | Лучшая женская роль второго плана                                              | Номинация |
| Оскар                          | 2022 | Незнакомая дочь      | Лучшая женская роль                                                            | Номинация |
| Золотой глобус                 | 2017 | Ночной администратор | Лучшая женская роль второго плана — мини-сериал, телесериал или телефильм      | Победа    |
| Золотой глобус                 | 2019 | Фаворитка            | Лучшая женская роль — комедия или мюзикл                                       | Победа    |
| Золотой глобус                 | 2020 | Корона               | Лучшая женская роль в телевизионном сериале                                    | Победа    |
| Золотой глобус                 | 2021 | Корона               | Лучшая женская роль в телевизионном сериале                                    | Номинация |
| Золотой глобус                 | 2021 | Отец                 | Лучшая женская роль второго плана                                              | Номинация |
| Золотой глобус                 | 2022 | Незнакомая дочь      | Лучшая женская роль — драма                                                    | Номинация |
| Золотой глобус                 | 2023 | Империя света        | Лучшая женская роль — драма                                                    | Номинация |
| Эмми                           | 2014 | Убийство на пляже    | Лучшая актриса                                                                 | Номинация |
| Эмми                           | 2016 | Ночной администратор | Лучшая женская роль второго плана в мини-сериале или фильме                    | Номинация |
| Эмми                           | 2019 | Дрянь                | Лучшая женская роль второго плана в комедийном телесериале                     | Номинация |
| Эмми                           | 2020 | Корона               | Лучшая женская роль в драматическом телесериале                                | Номинация |
| Эмми                           | 2021 | Корона               | Лучшая женская роль в драматическом телесериале                                | Победа    |
| Эмми                           | 2022 | Трепет сердца        | Лучший приглашенный актер/актриса в телесериале                                | Победа    |
| Венецианский кинофестиваль     | 2018 | Фаворитка            | Кубок Вольпи за лучшую женскую роль                                            | Победа    |
| BAFTA                          | 2012 | Двадцать двенадцать  | Лучшая комедийная актриса                                                      | Номинация |
| BAFTA                          | 2013 | Двадцать двенадцать  | Лучшая комедийная актриса                                                      | Победа    |
| BAFTA                          | 2013 | Обвиняемые           | Лучшая женская роль второго плана                                              | Победа    |
| BAFTA                          | 2014 | Убийство на пляже    | Лучшая телеактриса                                                             | Победа    |
| BAFTA                          | 2015 | Rev.                 | Лучшая комедийная актриса                                                      | Номинация |
| BAFTA                          | 2017 | Дрянь                | Лучшая комедийная актриса                                                      | Номинация |
| BAFTA                          | 2019 | Фаворитка            | Лучшая женская роль                                                            | Победа    |
| BAFTA                          | 2022 | Садоводы             | Лучший мини-сериал                                                             | Номинация |
| Премия Гильдии киноактёров США | 2019 | Фаворитка            | Лучшая женская роль                                                            | Номинация |
| Премия Гильдии киноактёров США | 2020 | Дрянь                | Лучший актерский состав в комедийном сериале                                   | Номинация |
| Премия Гильдии киноактёров США | 2020 | Корона               | Лучшая женская роль в драматическом сериале                                    | Номинация |
| Премия Гильдии киноактёров США | 2020 | Корона               | Лучший актерский состав в драматическом сериале                                | Победа    |
| Премия Гильдии киноактёров США | 2021 | Корона               | Лучший актерский состав в драматическом сериале                                | Победа    |
| Премия Гильдии киноактёров США | 2021 | Корона               | Лучшая женская роль в драматическом сериале                                    | Номинация |
| Премия Гильдии киноактёров США | 2021 | Отец                 | Лучшая женская роль второго плана                                              | Номинация |
| Премия Гильдии киноактёров США | 2022 | Незнакомая дочь      | Лучшая женская роль                                                            | Номинация |
| Выбор критиков                 | 2016 | Ночной администратор | Лучшая актриса в мини-сериале или фильме                                       | Номинация |
| Выбор критиков                 | 2018 | Фаворитка            | Лучшая актриса                                                                 | Номинация |
| Выбор критиков                 | 2018 | Фаворитка            | Лучшая комедийная актриса                                                      | Победа    |
| Выбор критиков                 | 2018 | Фаворитка            | Лучший актерский ансамбль                                                      | Победа    |
| Выбор критиков                 | 2020 | Корона               | Лучшая актриса в драматическом сериале                                         | Номинация |
| Выбор критиков                 | 2021 | Корона               | Лучшая актриса в драматическом сериале                                         | Номинация |
| Выбор критиков                 | 2021 | Отец                 | Лучшая актриса второго плана                                                   | Номинация |
| Выбор критиков                 | 2022 | Незнакомая дочь      | Лучшая женская роль                                                            | Номинация |
| Премия «Спутник»               | 2011 | Тираннозавр          | Лучшая женская роль                                                            | Номинация |
| Премия «Спутник»               | 2013 | Убийство на пляже    | Лучшая женская роль в телевизионном сериале — драма                            | Номинация |
| Премия «Спутник»               | 2016 | Ночной администратор | Лучшая женская роль второго плана — мини-сериал, телесериал или телефильм      | Победа    |
| Премия «Спутник»               | 2019 | Фаворитка            | Лучшая женская роль в комедии или мюзикле                                      | Победа    |
| Премия «Спутник»               | 2019 | Фаворитка            | Лучший актерский ансамбль                                                      | Победа    |
| Премия «Спутник»               | 2020 | Дрянь                | Лучшая женская роль второго плана — мини-сериал, телесериал или телефильм      | Победа    |
| Премия «Спутник»               | 2020 | Корона               | Лучшая женская роль в телевизионном сериале — драма                            | Номинация |
| Премия «Спутник»               | 2021 | Корона               | Лучшая женская роль в телевизионном сериале — драма                            | Победа    |
| Премия «Спутник»               | 2021 | Отец                 | Лучшая женская роль второго плана                                              | Номинация |
| Премия «Спутник»               | 2022 | Незнакомая дочь      | Лучшая женская роль — драма                                                    | Номинация |
| Премия «Готэм»                 | 2018 | Фаворитка            | Спецприз жюри — Лучший актерский ансамбль (вместе с Эммой Стоун и Рэйчел Вайс) | Победа    |
| Премия «Готэм»                 | 2021 | Незнакомая дочь      | Лучшая главная роль                                                            | Победа    |